# Forces i Cossos de Seguretat de l'Estat

Mapa amb les distintes policies de l'Estat espanyol.
- Taronja fosc: CC.AA. amb policia integral pròpia independent del CNP.
- Taronja mig: CC.AA. amb U.A. (unitats adscrites) del CNP.
- Gris: CC.AA. sense policia integral pròpia i sense U.A. del CNP.

Les Forces i Cossos de Seguretat de l'Estat (FCSE) d'Espanya són els instituts armats dependents del Govern estatal encarregats del manteniment de l'ordre i la seguretat pública i ciutadana, així com de la prevenció i investigació del delicte, de caràcter professional i permanent, que la Llei Orgànica 2/1986 posa al servei de les administracions públiques per al manteniment de la seguretat pública.
L'organització està definida a grans trets en l'article 104 de la Constitució espanyola de 1978.

## Estructura

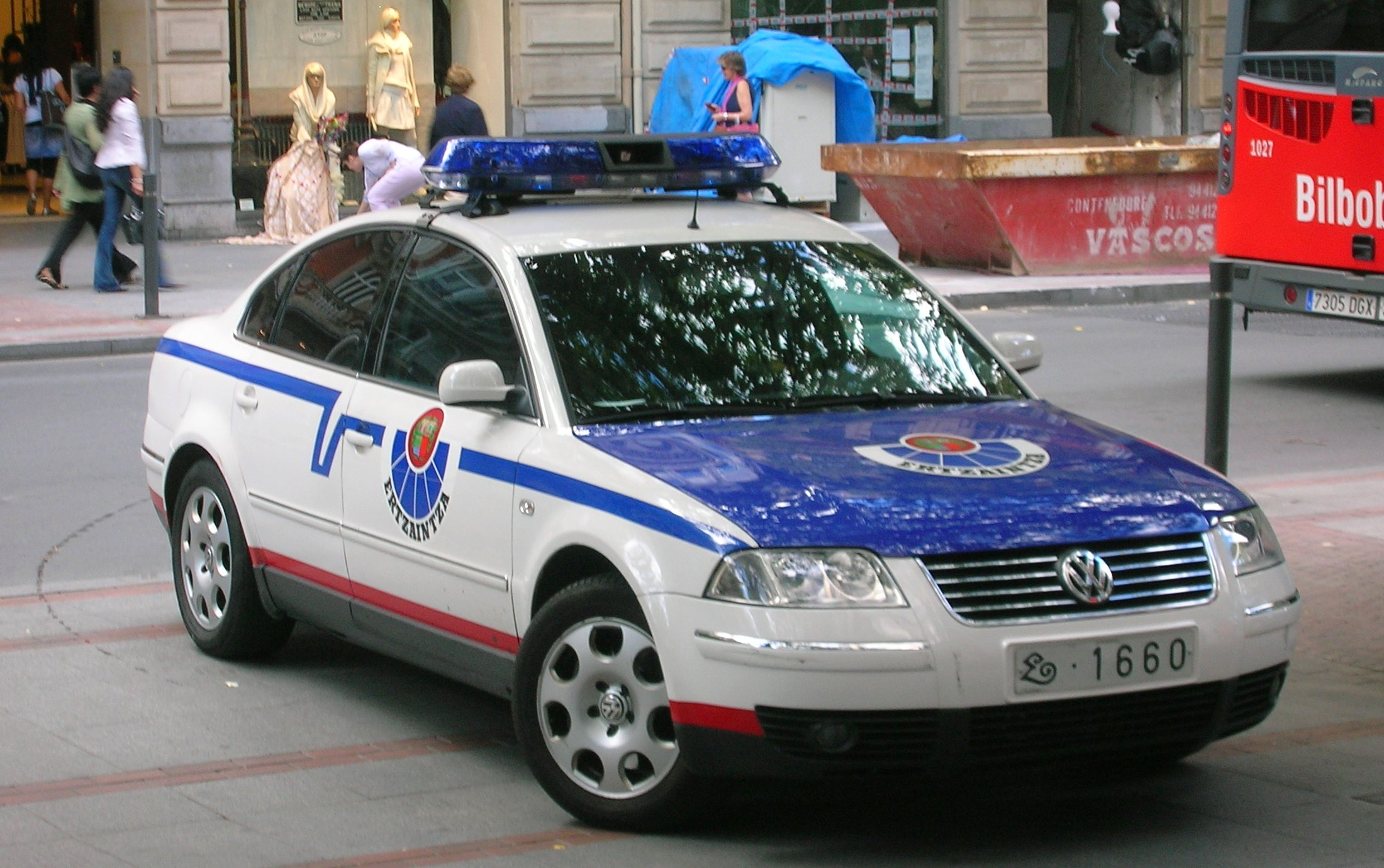
Vehicle de l'Ertzaintza a Bilbao.

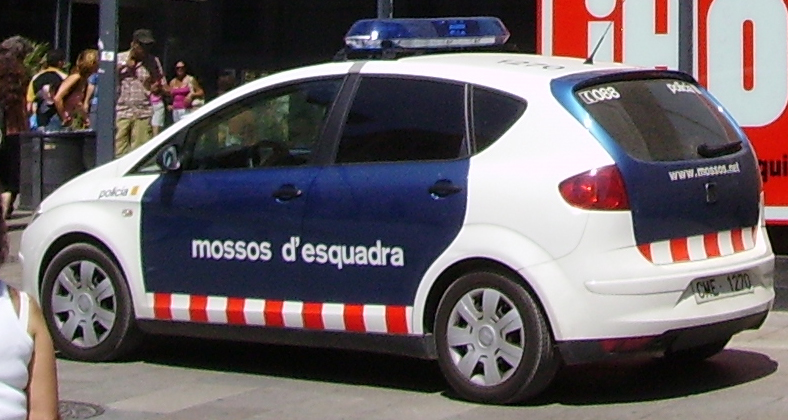
Unitat mòbil dels Mossos d'Esquadra.

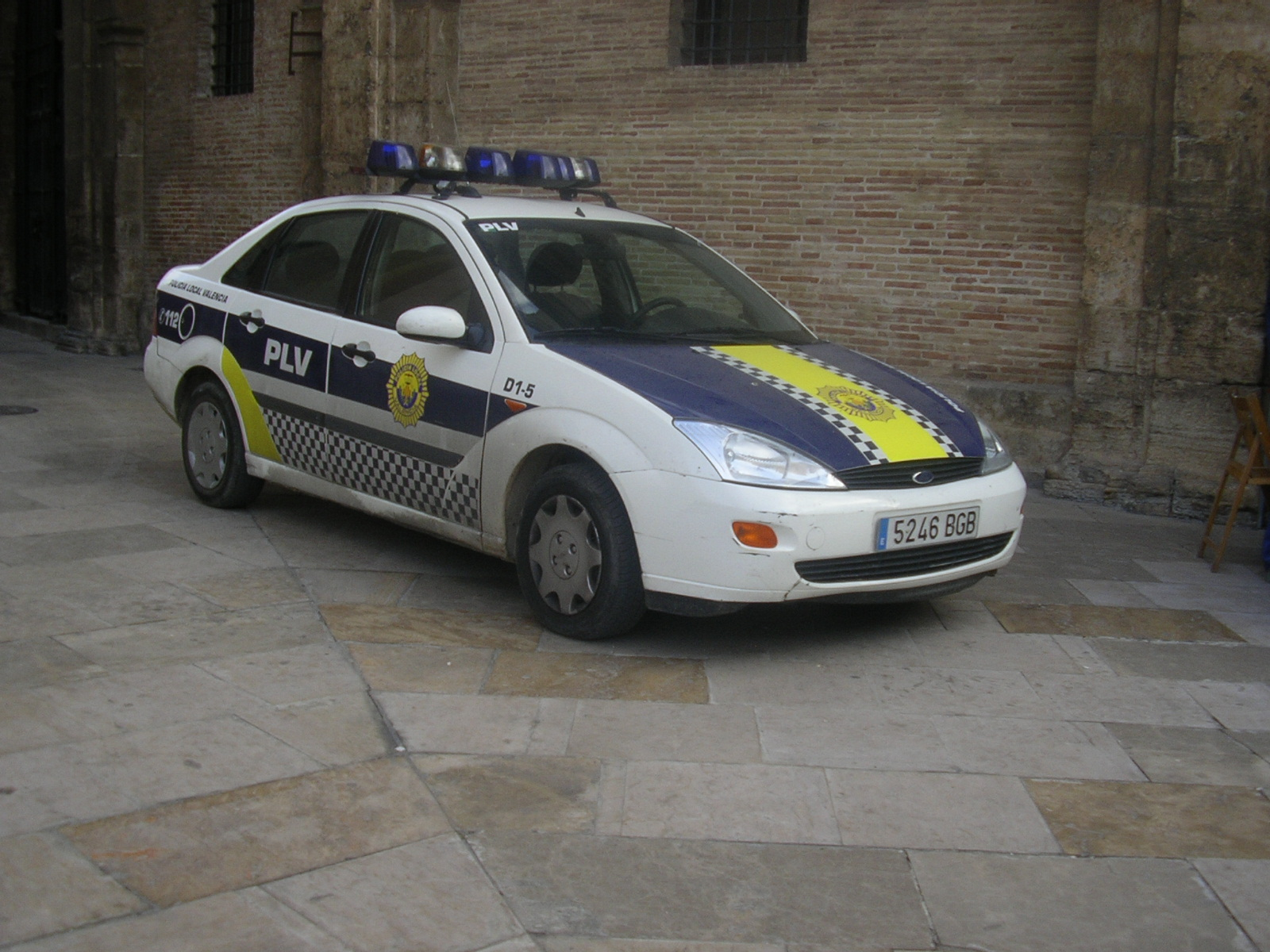
Cotxe de policia local de València. Model utilitzat a tots els municipis del País Valencià.

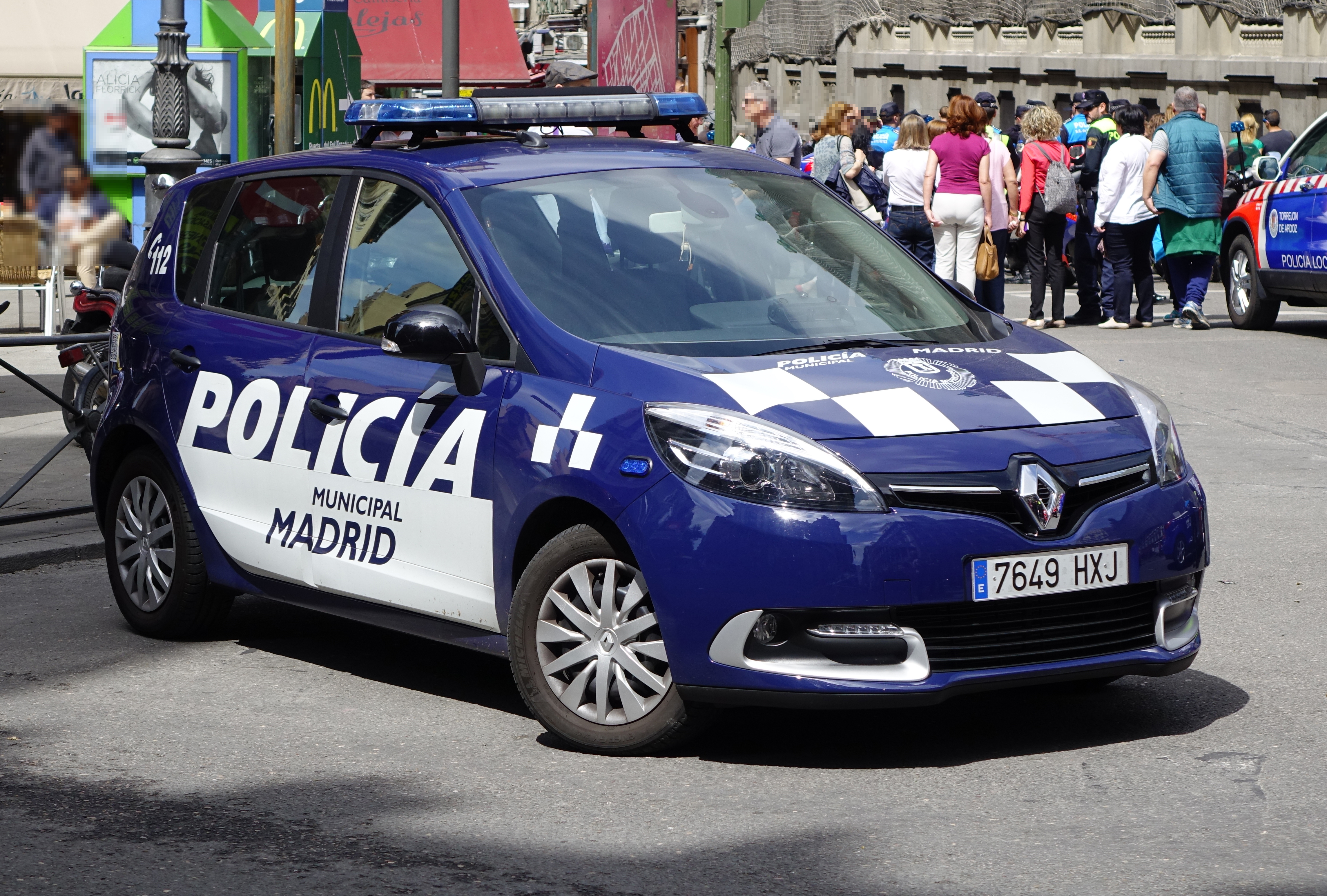
Cotxe patrulla de la Policia Municipal de Madrid.

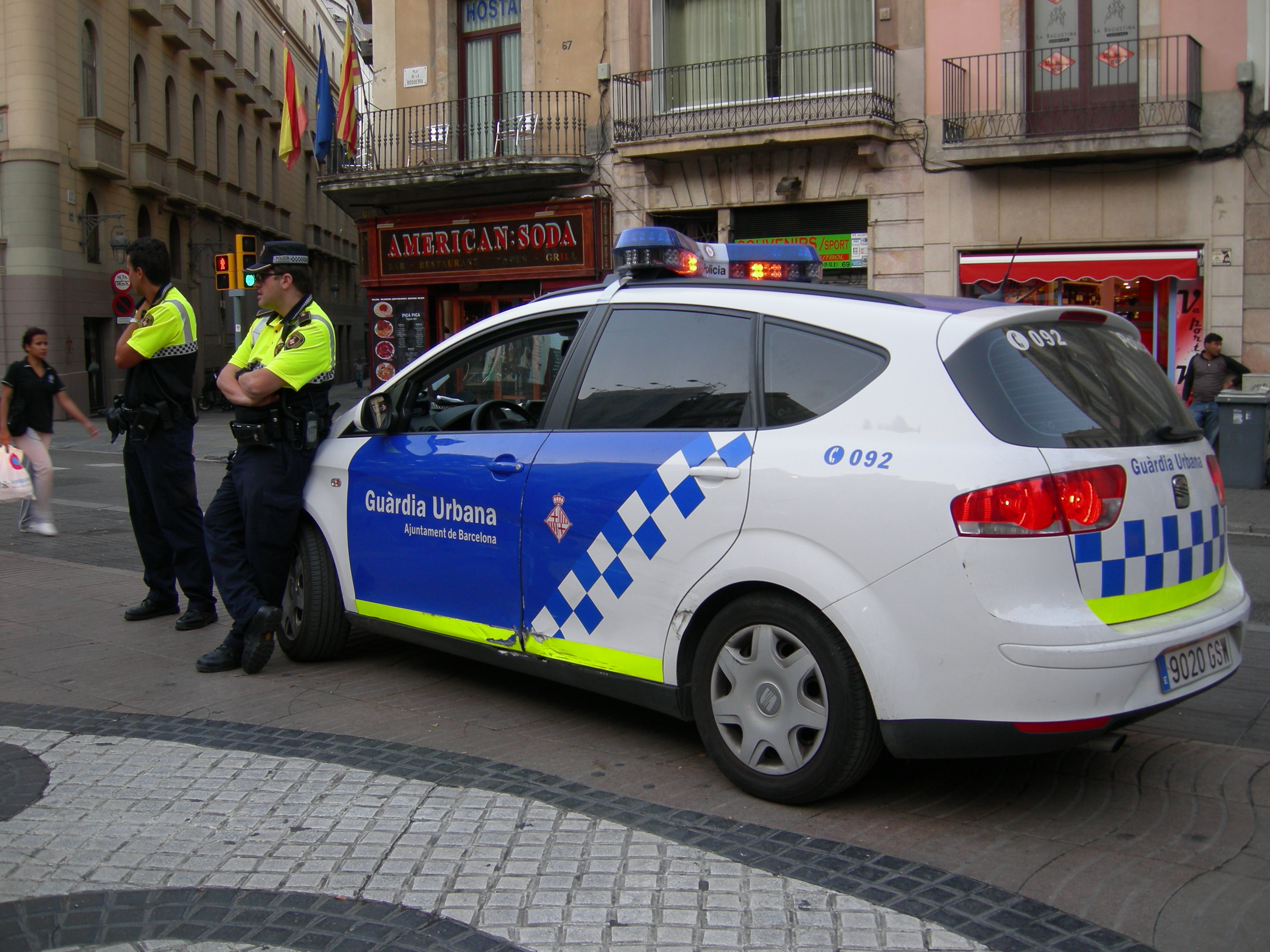
Cotxe patrulla de la Guàrdia Urbana de Barcelona.

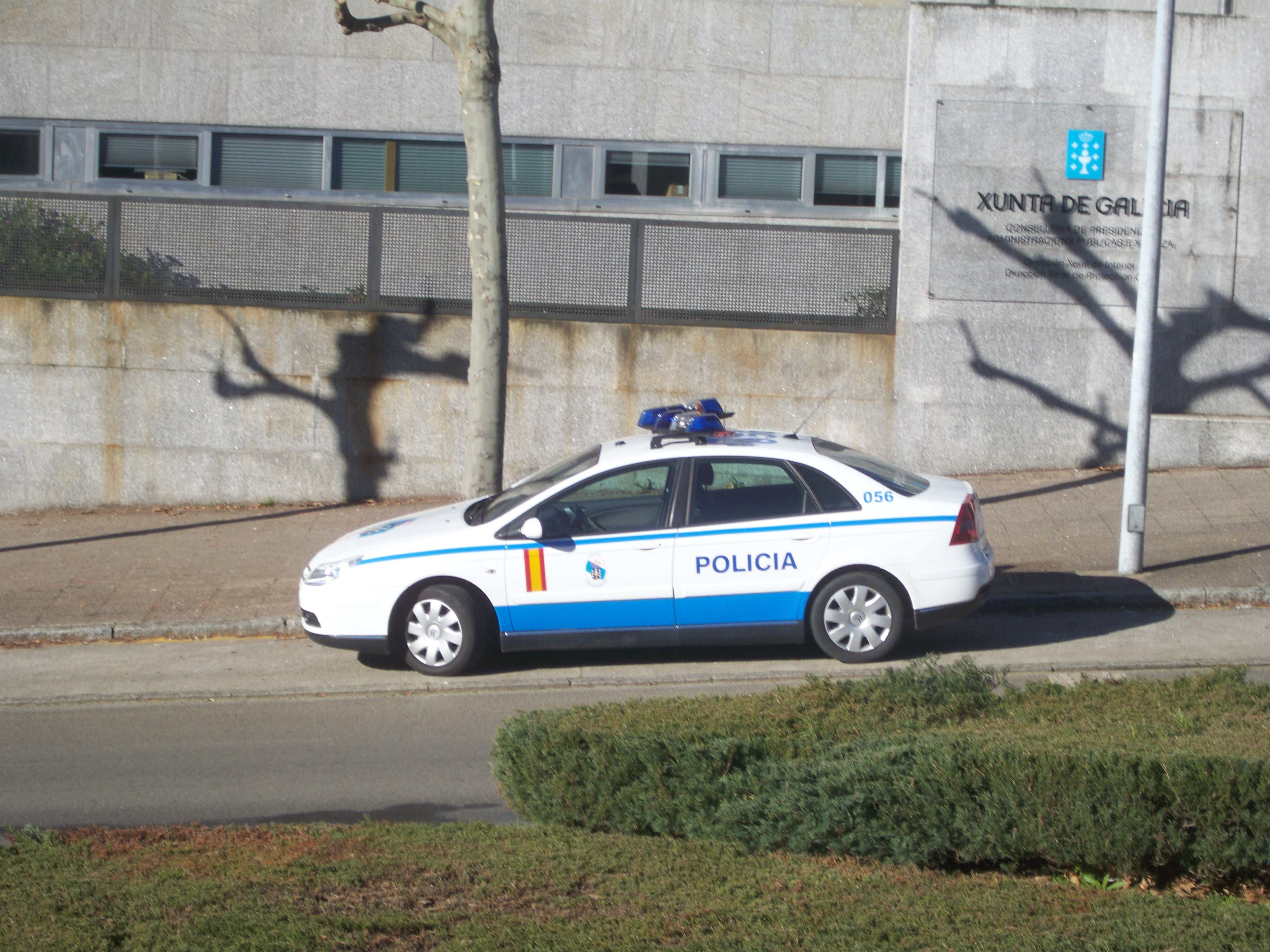
Vehicle de la Policia Autònoma de Galícia.

L'organització territorial d'Espanya suposa l'existència de tres nivells administratius (nacional, autonòmic i local). D'aquesta manera, cada Administració territorial té o pot tenir un cos de seguretat inserit en la seva organització.
Conforme a l'article 2 de la Llei Orgànica 2/1986, les Forces i Cossos de Seguretat es componen de:
- Les forces i cossos de seguretat de l'Estat dependents del Govern central.
- Els Cossos de Policia dependents de les Comunitats Autònomes.
- Els Cossos de Policia dependents de les Corporacions Locals.

### Forces i cossos de seguretat de l'Estat

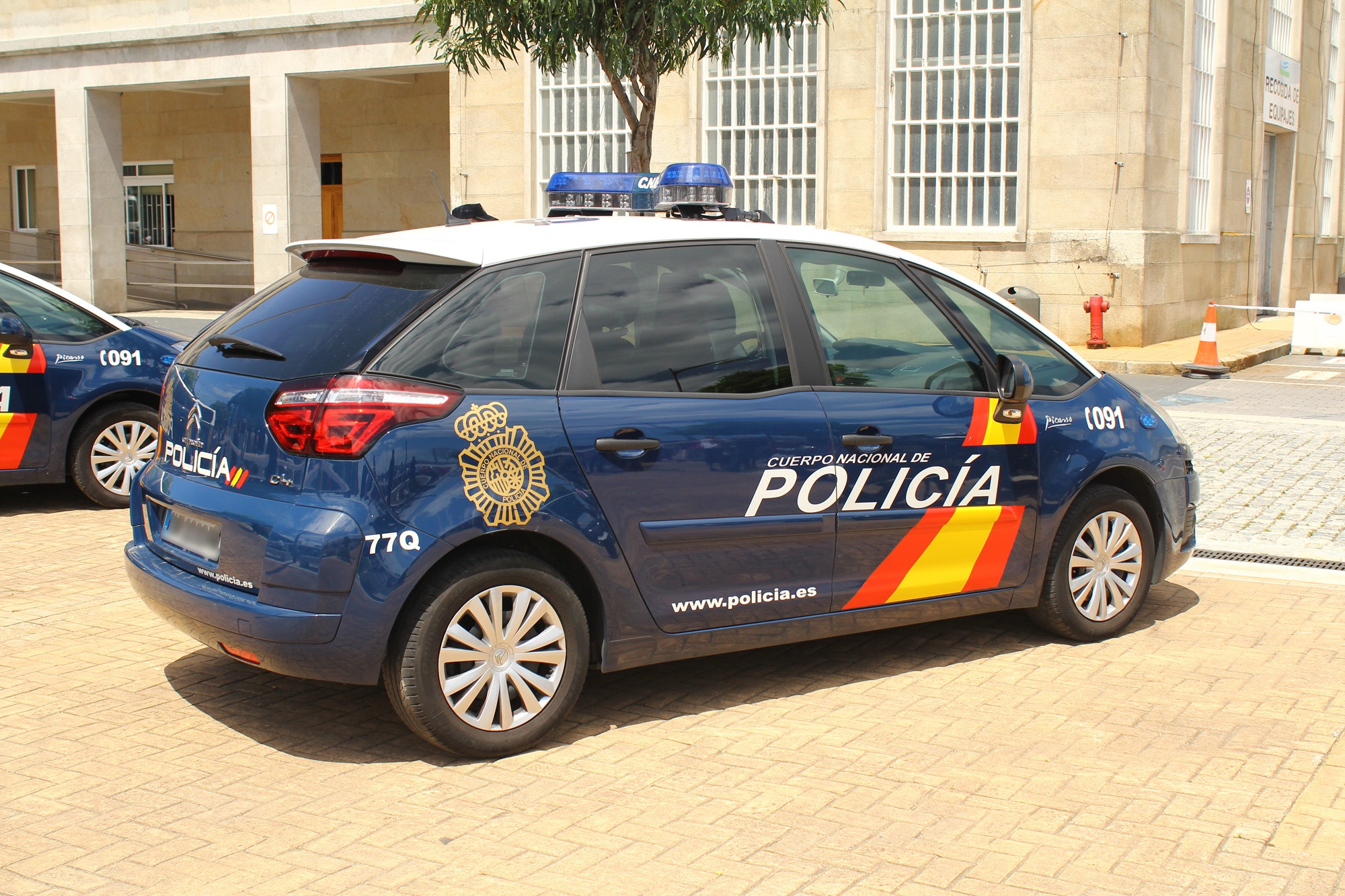
Vehicle del Cos Nacional de Policia.

Cal distingir entre "forces i cossos de seguretat", que són els formats per totes les policies, i "forces i cossos de seguretat de l'Estat", que es refereix únicament a les forces de seguretat de l'Administració General de l'Estat, que són el Cos Nacional de Policia i la Guàrdia Civil.

#### Guàrdia Civil

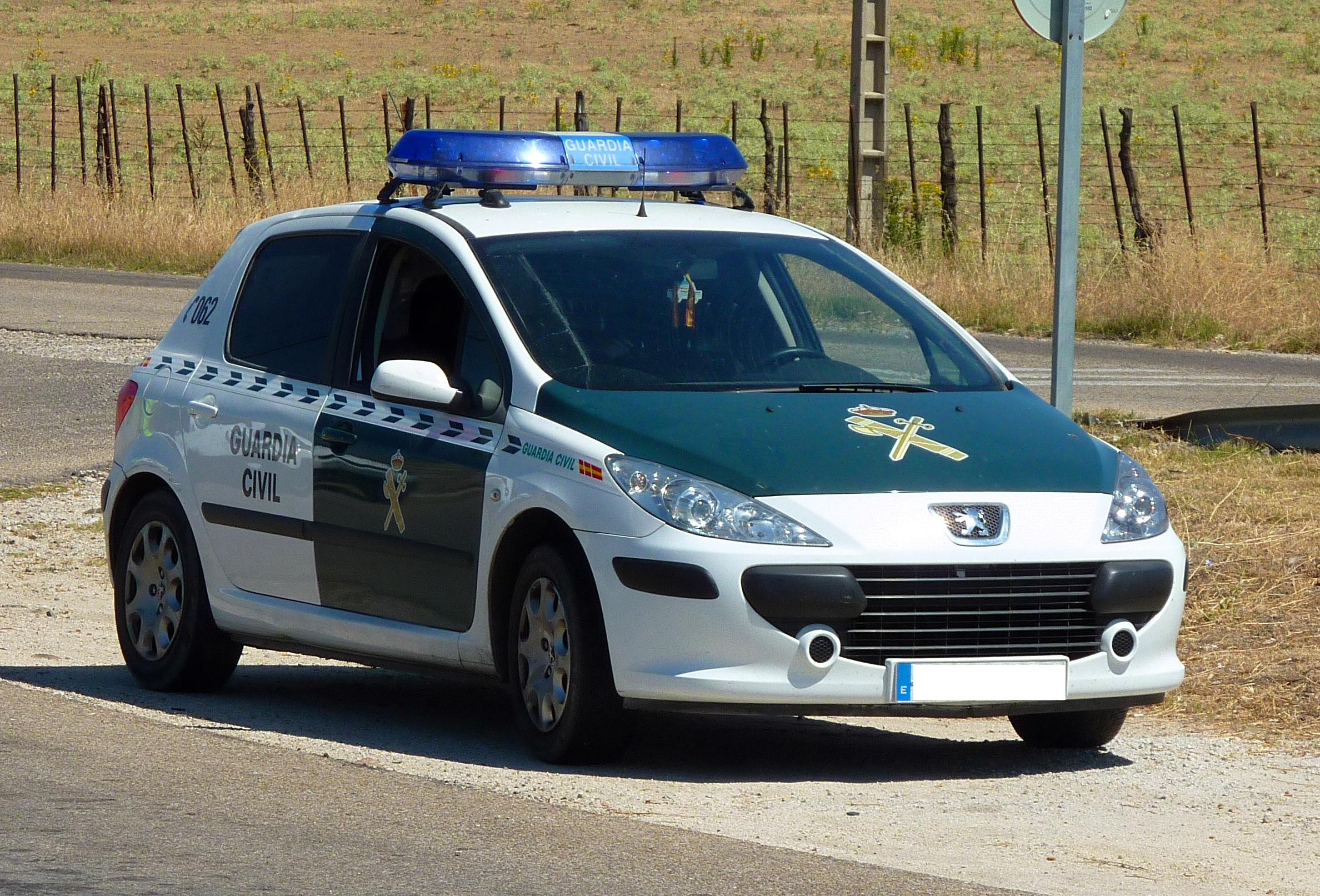
Cotxe patrulla de la Guàrdia Civil.

La Guàrdia Civil va constituir el primer cos de policia d'Espanya de caràcter estatal, amb desplegament efectiu arreu del territori estatal i amb una continuïtat al llarg del temps que arriba fins als nostres dies. Va ser creat per ordre d'Isabel II, el 1844; és el cos policial degà d'Espanya i un dels més antics d'Europa.
D'acord amb la Llei 2/86, el Cos de la Guàrdia Civil és un institut armat de naturalesa militar amb una doble dependència:
- Ministeri de l'Interior: L'àmbit d'actuació del Cos de la Guàrdia Civil abasta la prevenció, recerca i persecució de la delinqüència en tot el territori espanyol, sent el cos policial principal en el 90% del territori i el seu mar territorial. A més, és qui controla el tràfic rodat interurbà i fa funcions de resguard fiscal de l'Estat (similar a policia de duanes a les fronteres, només que en tot el territori) tot això sota la dependència del Ministeri de l'Interior. La seva missió fonamental és la de garantir el lliure exercici dels drets i llibertats, així com garantir la seguretat ciutadana dins del seu territori de competència.

Es tracta del cos policial de caràcter gendàrmic (és a dir, un cos policial de naturalesa i estructura militar, encara que amb majoria de missions i tasques civils) amb més competències del món, a excepció, possiblement, dels Carabiners de Xile.
- Ministeri de Defensa: La Guàrdia Civil ha participat com a força militar en diferents missions, sobretot humanitàries, que li ha encomanat el Govern espanyol. Com a missió militar principal destaca la de Policia Militar.

El cos de la Guàrdia Civil compta amb diverses especialitats. El comandament suprem de la Guàrdia Civil correspon al Director General de la Guàrdia Civil, sota la dependència del Ministre de l'Interior.

#### Cos Nacional de Policia

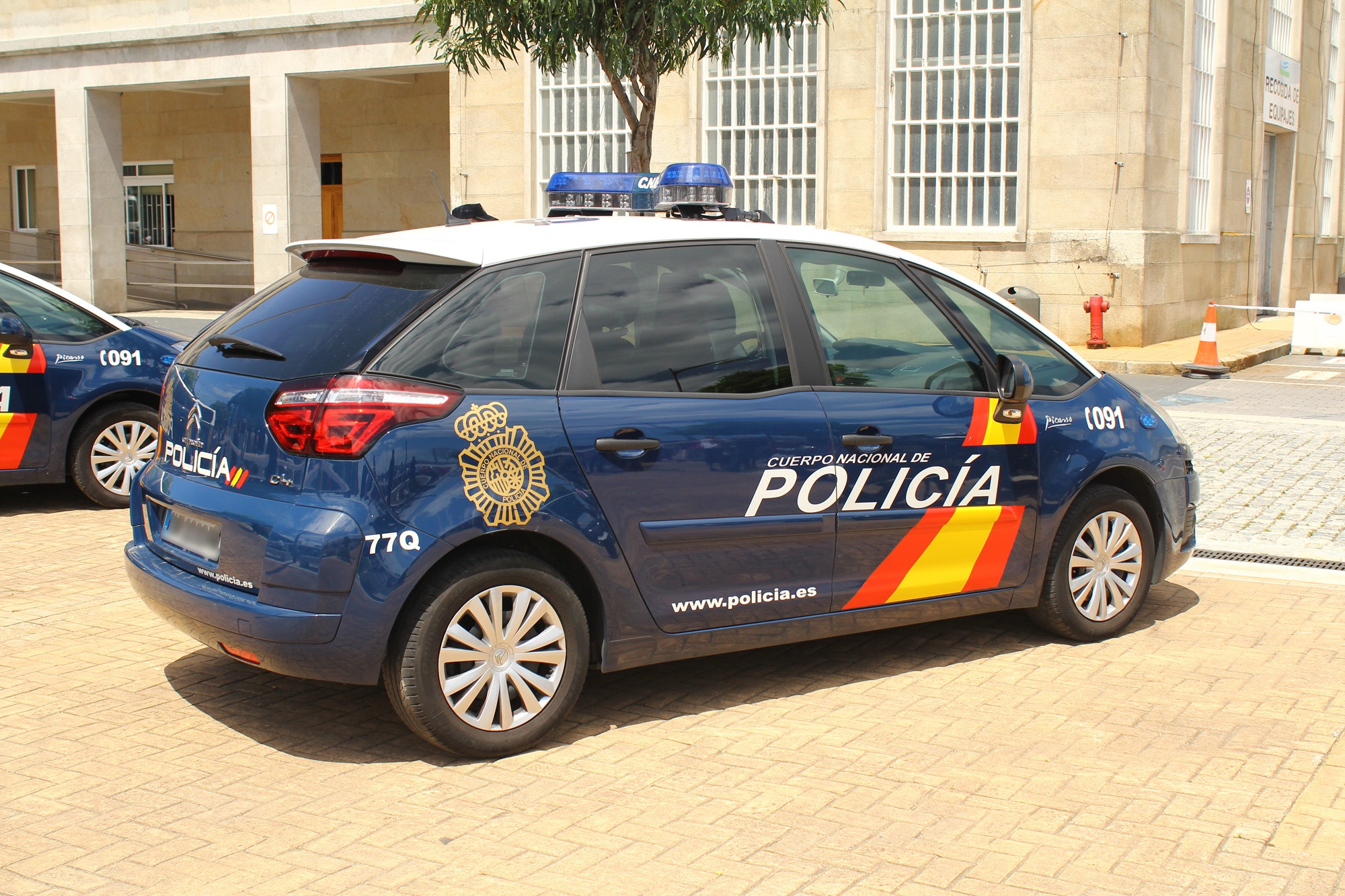
Vehicle del Cos Nacional de Policia.

D'acord amb la Llei 2/86 el Cos Nacional de Policia (CNP) és un institut armat de naturalesa civil que depèn habitualment del Ministeri de l'Interior d'Espanya.
Encara que algunes fonts situen l'origen del Cos Nacional de Policia com a policia estatal (amb diferents denominacions) en l'any 1824, quan Ferran VII va dictar una Reial Cèl·lula de S. M. i Senyors del Consell, per la qual es creava la "Policia General del Regne", realment no es va complir ni va tenir mai un desplegament estatal. És arran d'aquest fracàs quan s'opta pel model gendàrmic i es crea la Guàrdia Civil.
Es poden considerar, amb l'excepció de continuïtat històrica corresponent, com a antecessors de l'actual Cos Nacional de Policia, el Cos de Policia Nacional, el Cos Superior de Policia, el Cos de Policia Armada, el Cos General de Policia, el Cos de Seguretat, el Cos de Vigilància, el Cos de Protecció i Seguretat i la Policia General del Regne, creada per Ferran VII.
El 13 de març de 1986 es va promulgar la Llei Orgànica de Forces i Cossos de Seguretat que unificava els Cossos de Policia Nacional i Superior de Policia en l'actual Cos Nacional de Policia.
El Cos Nacional de Policia té com a àmbit d'actuació la prevenció, recerca i persecució de la delinqüència que es genera en nuclis urbans que determini el Ministeri de l'Interior. De caràcter civil, té la missió de protegir el lliure exercici dels drets i llibertats, així com garantir la seguretat ciutadana dins dels esmentats nuclis urbans.
Compta amb diverses especialitats i brigades. El comandament suprem correspon al Director General de la Policia, sota la dependència del Ministre de l'Interior. A nivell provincial, el comandament l'exerceix el Subdelegat del Govern corresponent.

### Policies de les comunitats autònomes
En algunes comunitats autònomes existeixen cossos de policia autonòmica dependents del govern autònom, variant d'una a una altra les seves atribucions i competències:
- Ertzaintza al País Basc
- Policia Canària a Canàries
- Policia Foral a Navarra
- Mossos d'Esquadra a Catalunya

Així doncs a més dels cinc cossos integrals abans esmentats, les següents Comunitats Autònomes disposen d'unitats adscrites del Cos Nacional de Policia:
- Unitat de Policia Autònoma de Galícia
- Policia de la Generalitat (País Valencià)
- Unitat de Policia Adscrita al Principat d'Astúries
- Unitat de Policia Adscrita a la Comunitat Autònoma d'Aragó
- Unitat de Policia de la Comunitat Autònoma d'Andalusia

### Policia local
En els municipis, dependents de l'ajuntament local, existeixen cossos de policia anomenats, segons la zona, Policia local, Policia municipal o Guàrdia Urbana.
Així mateix, les Corporacions Locals que reuneixin determinades característiques poden crear places de auxiliars de policia i cossos d'agents de mobilitat per complementar la labor de la Policia Local.

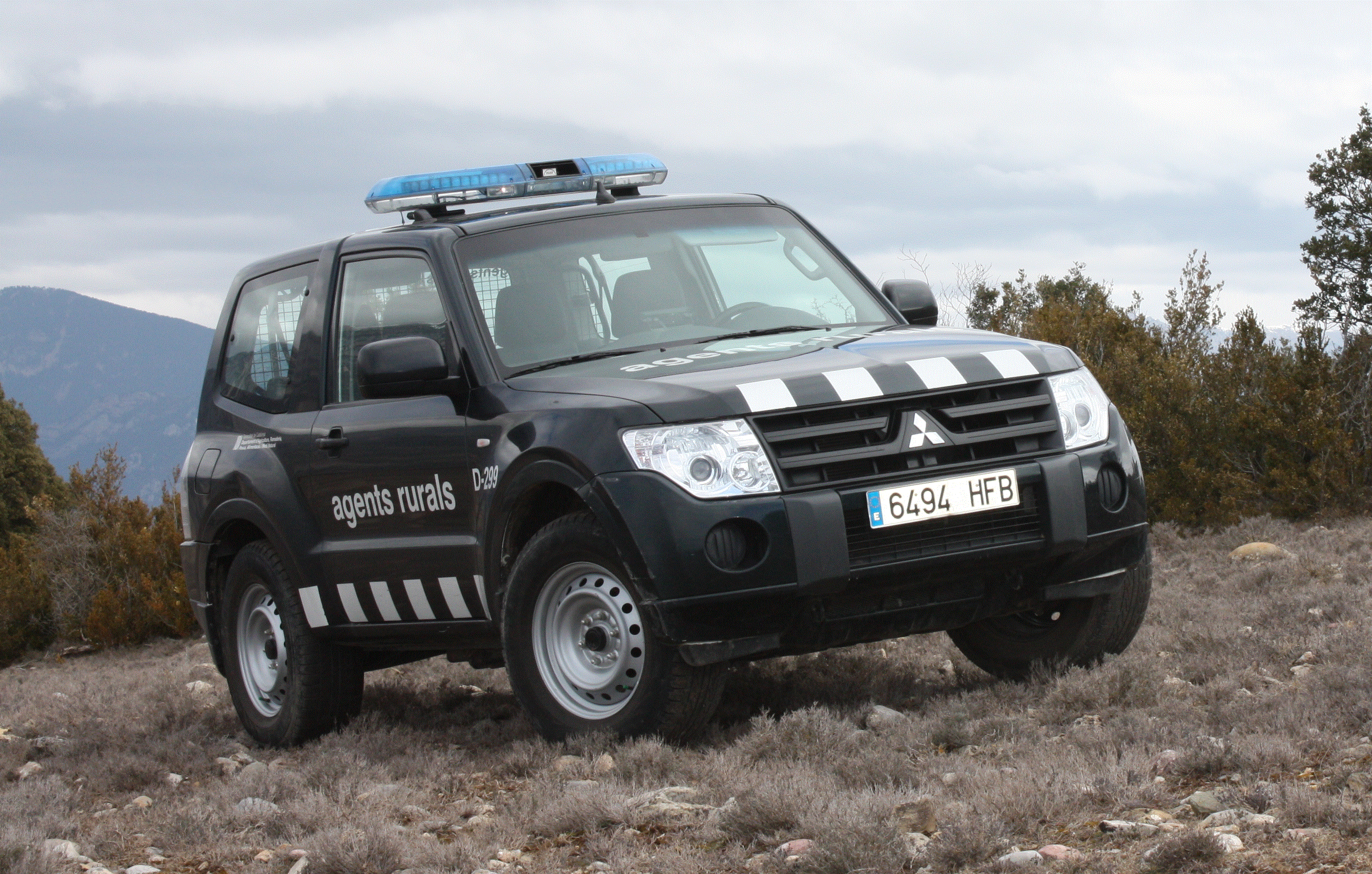
Vehicle del Cos d'Agents Rurals de la Generalitat de Catalunya

Les BESCAM (Brigades Especials de Seguretat de la Comunitat Autònoma de Madrid) no constitueixen una policia autonòmica, sinó d'un ens per donar servei de policia local als municipis massa petits per pagar-la per si sols i reforçar així la d'uns altres de grandària mitjana.
A Espanya, el conjunt de les policies locals constitueixen el col·lectiu policial més nombrós i el que cobreix i dona servei al major nombre de ciutats i pobles.
Exerceixen funcions com:
- Protegir a les autoritats de les corporacions locals, i vigilància o custòdia dels seus edificis i instal·lacions.
- Ordenar, senyalitzar i dirigir el tràfic en el nucli urbà, d'acord amb el que estableixen les normes de circulació.
- Instruir atestats per accidents de circulació dins del nucli urbà.
- Policia administrativa, quant a les ordenances, bàndols i altres disposicions municipals dins de l'àmbit de la seva competència.
- Participar en les funcions de policia judicial, en la forma establerta en l'article 29.2 d'aquesta Llei.
- La prestació d'auxili, en els casos d'accident, catàstrofe o calamitat pública, participant, en la forma prevista en les Lleis, en l'execució dels plans de protecció civil.
- Efectuar diligències de prevenció i quantes actuacions tendeixin a evitar comissió d'actes delictius en el marc de col·laboració establert en les juntes de seguretat.
- Vigilar els espais públics i col·laborar amb les Forces i Cossos de Seguretat de l'Estat i amb la policia de les Comunitats Autònomes la protecció de les manifestacions i el manteniment de l'ordre en grans concentracions humanes, quan siguin requerits per a això.
- Cooperar en la resolució dels conflictes privats quan siguin requerits per a això.

### Policia portuària
La Policia Portuària és un Cos uniformat depenent de cadascuna de les Autoritats Portuàries d'Espanya (Ports de l'Estat - Ministeri de Foment d'Espanya). Encara sent el Cos de policia més antic d'Espanya, segueix sent encara una gran desconeguda. Els seus inicis daten del regnat de Carles III en el 1759-1788, quan va crear el "Reial Cos de Zeladors-Guardamolls". S'accedeix superant proves teòriques, pràctiques, físiques i psicotècniques (concurso-oposició) sent personal laboral fix. Fins a la dècada de 1990 la Policia Portuària estava formada pel Cos de Zeladors-Guardamolls.
Es tracta d'una policia especial administrativa amb caràcter d'agent de l'autoritat que tenint competències similars a les de les policies locals (seguretat, tràfic, emergències...) també li competeixen totes les relacionades amb les operacions portuàries (atraquis, accessos, medi ambient...).

### Servei de Vigilància Duanera
El Servei de Vigilància Duanera (SVA) és un servei de caràcter policial que desenvolupa la seva activitat en la lluita contra el contraban, el blanqueig de capitals i el frau fiscal.
Orgànicament depèn del Departament de Duanes i Impostos Especials de l'Agència Tributària (AEAT).
Les seves operacions i recerques estan encaminades a la repressió dels delictes i infraccions tipificats en la Llei Orgànica de Repressió del Contraban, en tot el territori espanyol, el seu espai aeri, i les seves aigües jurisdiccionals; si bé, els mitjans amb què explica li permeten realitzar intercepciones i abordatges de bucs dedicats al tràfic de drogues en aigües internacionals.
A aquestes cal afegir les atribuïdes per part de l'Agència Tributària en el que a delictes econòmics es refereix, entre ells, la lluita anticorrupció o la recerca de fraus en comerç exterior, entre d'altres.
Els seus funcionaris tenen caràcter d'Agents de l'Autoritat i, donades les missions que exerceixen, estan autoritzats per a l'ús d'armes de foc.

### Agents Forestals
Els Agents Forestals, són funcionaris públics que ostenten la condició d'agents de l'autoritat, pertanyents a les administracions públiques que, d'acord amb la seva pròpia normativa i amb independència de la denominació corporativa específica, tenen encomanades, entre altres funcions, les de policia i custòdia dels béns jurídics de naturalesa forestal i les de policia judicial en sentit genèric tal com estableix l'apartat 6è de l'article 283 de la Llei d'Enjudiciament Criminal. A més de les funcions de gestió mediambiental que els puguin ser encomanades, exerceixen funcions d'inspecció i control conforme a la normativa mediambiental administrativa: muntanyes, incendis, caça, pesca,espais i espècies protegides, impacte ambiental, qualitat ambiental...
Així mateix, exerceixen funcions policials de recerca dels delictes i causes dels incendis forestals, recerca dels delictes contra la protecció de la flora i la fauna, delictes sobre l'ordenació del territori i delictes contra els recursos naturals i el medi ambient.